# UCI America Tour 2014
Navigation
Édition précédente Édition suivante
L'UCI America Tour 2014 est la dixième édition de l'UCI America Tour, l'un des cinq circuits continentaux de cyclisme de l'Union cycliste internationale. Il est composé de 33 compétitions organisées du 6 octobre 2013 au 25 décembre 2014 en Amérique.
À noter que le Tour de l'intérieur de São Paulo et le Tour of Elk Grove qui devaient se dérouler respectivement au mois de mars et août sont annulés. De plus la Copa América de Ciclismo qui devait avoir lieu en septembre est aussi supprimée.

## Calendrier des épreuves

### Octobre 2013
| Date | Course                 | Pays              | Classe | Vainqueur     | Équipe |
| ---- | ---------------------- | ----------------- | ------ | ------------- | ------ |
| 6    | Tobago Cycling Classic | Trinité-et-Tobago | 1.2    | Jaime Ramírez | Coco's |

### Novembre 2013
| Date | Course          | Pays    | Classe | Vainqueur       | Équipe            |
| ---- | --------------- | ------- | ------ | --------------- | ----------------- |
| 1-10 | Tour de Bolivie | Bolivie | 2.2    | Salvador Moreno | Coldeportes-Claro |

### Décembre 2013
| Date  | Course             | Pays       | Classe | Vainqueur         | Équipe    |
| ----- | ------------------ | ---------- | ------ | ----------------- | --------- |
| 17-29 | Tour du Costa Rica | Costa Rica | 2.2    | Juan Carlos Rojas | JPS-Giant |

### Janvier 2014
| Date  | Course           | Pays      | Classe | Vainqueur      | Équipe              |
| ----- | ---------------- | --------- | ------ | -------------- | ------------------- |
| 10-19 | Tour du Táchira  | Venezuela | 2.2    | Jimmy Briceño  | Lotería del Táchira |
| 20-26 | Tour de San Luis | Argentine | 2.1    | Nairo Quintana | Movistar            |

### Février 2014
| Date  | Course                                     | Pays                   | Classe | Vainqueur     | Équipe                                  |
| ----- | ------------------------------------------ | ---------------------- | ------ | ------------- | --------------------------------------- |
| 9-16  | Tour du Brésil-Tour de l'État de Sao Paulo | Brésil                 | 2.2    | Magno Nazaret | Funvic Brasilinvest-São José dos Campos |
| 20-27 | Vuelta a la Independencia Nacional         | République dominicaine | 2.2    | Edwin Sánchez | Formesán-Bogotá Humana                  |

### Mars 2014
| Date | Course          | Pays    | Classe | Vainqueur           | Équipe       |
| ---- | --------------- | ------- | ------ | ------------------- | ------------ |
| 4-9  | Tour du Mexique | Mexique | 2.2    | Juan Pablo Villegas | 472-Colombia |

### Avril 2014
| Date  | Course                        | Pays       | Classe | Vainqueur                   | Équipe                                  |
| ----- | ----------------------------- | ---------- | ------ | --------------------------- | --------------------------------------- |
| 9-13  | Tour du Rio Grande do Sul     | Brésil     | 2.2    | José Luis Rodríguez Aguilar | Clos de Pirque                          |
| 18    | Winston Salem Cycling Classic | États-Unis | 1.2    | Travis McCabe               | SmartStop                               |
| 23-27 | Tour du Paraná                | Brésil     | 2.2    | Carlos Manarelli            | Funvic Brasilinvest-São José dos Campos |
| 30-4  | Tour of the Gila              | États-Unis | 2.2    | Carter Jones                | Optum-Kelly Benefit Strategies          |

### Mai 2014
| Date  | Course                                                | Pays       | Classe | Vainqueur         | Équipe                       |
| ----- | ----------------------------------------------------- | ---------- | ------ | ----------------- | ---------------------------- |
| 8     | Championnats panaméricains - contre-la-montre         | Mexique    | CC     | Pedro Herrera     | Équipe nationale de Colombie |
| 8     | Championnats panaméricains - contre-la-montre espoirs | Mexique    | CC     | Rodrigo Contreras | Équipe nationale de Colombie |
| 10    | Championnats panaméricains - course en ligne espoirs  | Mexique    | CC     | Fernando Gaviria  | Équipe nationale de Colombie |
| 11    | Championnats panaméricains - course en ligne          | Mexique    | CC     | Byron Guamá       | Équipe nationale d’Équateur  |
| 11-18 | Tour de Californie                                    | États-Unis | 2.HC   | Bradley Wiggins   | Sky                          |

### Juin 2014
| Date  | Course                          | Pays       | Classe | Vainqueur    | Équipe                          |
| ----- | ------------------------------- | ---------- | ------ | ------------ | ------------------------------- |
| 1     | Philadelphia Cycling Classic    | États-Unis | 1.1    | Kiel Reijnen | UnitedHealthcare                |
| 5-8   | Grand Prix cycliste de Saguenay | Canada     | 2.2    | Jure Kocjan  | SmartStop                       |
| 11-15 | Tour de Beauce                  | Canada     | 2.2    | Toms Skujiņš | Hincapie Sportswear Development |

### Juillet 2014
| Date | Course            | Pays      | Classe | Vainqueur        | Équipe                         |
| ---- | ----------------- | --------- | ------ | ---------------- | ------------------------------ |
| 4-13 | Tour du Venezuela | Venezuela | 2.2    | Yonathan Salinas | Lotería del Táchira-Royal Bike |
| 6    | Tour de Delta     | Canada    | 1.2    | Jesse Anthony    | Optum-Kelly Benefit Strategies |

### Août 2014
| Date  | Course                      | Pays       | Classe | Vainqueur          | Équipe                     |
| ----- | --------------------------- | ---------- | ------ | ------------------ | -------------------------- |
| 2-10  | Tour cycliste de Guadeloupe | France     | 2.2    | John Nava          | UC Moule                   |
| 4-10  | Tour de l'Utah              | États-Unis | 2.1    | Thomas Danielson   | Garmin-Sharp               |
| 6-17  | Tour de Colombie            | Colombie   | 2.2    | Óscar Sevilla      | EPM-UNE-Área Metropolitana |
| 13-17 | Tour du sud de la Bolivie   | Bolivie    | 2.2    | Juan Cotumba       | Pollito Rico               |
| 18-24 | Tour du Colorado            | États-Unis | 2.HC   | Tejay van Garderen | BMC Racing                 |
| 26-31 | Tour de Rio                 | Brésil     | 2.1    | Óscar Sevilla      | EPM-UNE-Área Metropolitana |

### Septembre 2014
| Date | Course               | Pays       | Classe | Vainqueur    | Équipe          |
| ---- | -------------------- | ---------- | ------ | ------------ | --------------- |
| 2-7  | Tour d'Alberta       | Canada     | 2.1    | Daryl Impey  | Orica-GreenEDGE |
| 13   | Bucks County Classic | États-Unis | 1.2    | Zachary Bell | SmartStop       |

### Octobre 2014
| Date | Course                 | Pays              | Classe | Vainqueur    | Équipe             |
| ---- | ---------------------- | ----------------- | ------ | ------------ | ------------------ |
| 5    | Tobago Cycling Classic | Trinité-et-Tobago | 1.2    | Óscar Pachón | Coco’s             |
| 25-1 | Tour du Guatemala      | Guatemala         | 2.2    | Alex Cano    | Orgullo Antioqueño |

### Décembre 2014
| Date  | Course             | Pays       | Classe | Vainqueur         | Équipe                                |
| ----- | ------------------ | ---------- | ------ | ----------------- | ------------------------------------- |
| 14-25 | Tour du Costa Rica | Costa Rica | 2.2    | Juan Carlos Rojas | Frijoles Los Tierniticos-Arroz Halcón |

### Épreuves annulées
| Date        | Course                           | Pays       | Classe | Cause |
| ----------- | -------------------------------- | ---------- | ------ | ----- |
| 15-19 mars  | Tour de l'intérieur de São Paulo | Brésil     | 2.2    |       |
| 1er-3 août  | Tour of Elk Grove                | États-Unis | 2.1    |       |
| 7 septembre | Copa América de Ciclismo         | Brésil     | 1.2    |       |

## Classements finals
| #   | Coureur           | Pays       | Pts    |
| 1.  | Juan Carlos Rojas | Costa Rica | 240    |
| 2.  | Óscar Sevilla     | Espagne    | 205,6  |
| 3.  | Jure Kocjan       | Slovénie   | 191    |
| 4.  | Kiel Reijnen      | États-Unis | 158    |
| 5.  | Byron Guamá       | Équateur   | 145    |
| 6.  | Serghei Țvetcov   | Roumanie   | 137    |
| 7.  | Joey Rosskopf     | États-Unis | 127    |
| 8.  | Yonathan Salinas  | Venezuela  | 123,67 |
| 9.  | Carlos Gálviz     | Venezuela  | 116    |
| 10. | Rob Britton       | Canada     | 96     |

| #   | Équipe                                  | Pays       | Pts    |
| 1.  | SmartStop                               | États-Unis | 532    |
| 2.  | Optum-Kelly Benefit Strategies          | États-Unis | 375    |
| 3.  | Funvic Brasilinvest-São José dos Campos | Brésil     | 351    |
| 4.  | Hincapie Sportswear Development         | États-Unis | 337    |
| 5.  | Ecuador                                 | Équateur   | 256    |
| 6.  | UnitedHealthcare                        | États-Unis | 239    |
| 7.  | San Luis Somos Todos                    | Argentine  | 230,35 |
| 8.  | Jamis-Hagens Berman                     | États-Unis | 187    |
| 9.  | Jelly Belly-Maxxis                      | États-Unis | 184    |
| 10. | Clube DataRo-Bottecchia                 | Brésil     | 148    |

| #   | Pays       | Pts    |
| 1.  | États-Unis | 754    |
| 2.  | Colombie   | 717,27 |
| 3.  | Venezuela  | 713,34 |
| 4.  | Costa Rica | 592    |
| 5.  | Brésil     | 545    |
| 6.  | Canada     | 463    |
| 7.  | Argentine  | 404,01 |
| 8.  | Équateur   | 351    |
| 9.  | Bolivie    | 242    |
| 10. | Cuba       | 203    |

| #   | Pays (U23) | Pts    |
| 1.  | Colombie   | 415,67 |
| 2.  | Costa Rica | 134    |
| 3.  | États-Unis | 114    |
| 4.  | Guatemala  | 95     |
| 5.  | Chili      | 59     |
| 6.  | Mexique    | 58     |
| 7.  | Venezuela  | 50     |
| 8.  | Brésil     | 45     |
| 9.  | Jamaïque   | 36     |
| 10. | Équateur   | 30     |
| 10. | Porto Rico | 30     |